# جميل البنا
جميل عبد اللطيف البنا (من مواليد 28 مايو 1952) أردني من أصل فلسطيني ولد في أريحا بالضفة الغربية وهو لاجئ في المملكة المتحدة حيث كان يعيشون في شمال غرب لندن، قال إنه تعرض للخطف في نوفمبر تشرين الثاني عام 2002 من قبل وكالة المخابرات المركزية في غامبيا بينما كان في رحلة عمل، حيث نقل إلى قاعدة باغرام واُحتجز واستجوب من قبل وكالة المخابرات المركزية حتى مارس 2003. وبعد ذلك تم نقله إلى السجن العسكري في معسكر الاعتقال بخليج جوانتانامو مارس 2003 واحتجز هناك حتى 19 ديسمبر 2007. بعد الإفراج عنه وعودته إلى المملكة المتحدة، تم اعتقاله عند وصوله إلى لندن وأطلق سراحه بكفالة.